# Iraanse rial
De rial is de munteenheid van Iran. Eén rial is honderd dinar.
De volgende munten worden gebruikt:
- 250, 500, 1000, 2000 en 5000 rial.

De volgende bankbiljetten worden gebruikt:
- 5000, 10.000, 20.000, 50.000, 100.000, 500.000 en 1.000.000 rial.

Het geld wordt geproduceerd door de Security Printing and Minting Organization. De eerste munten die gebruikt werden in Iran, waren munten uitgegeven in de tijd van Alexander de Grote. Het koninkrijk Perzië werd gesticht in 1501 en in die tijd werden islamitische munten geïntroduceerd. 
Tijdens de heerschappij van Qajar Shah Fath'Ali van 1797-1831 werden de veertig naast elkaar bestaande munteenheden in een munteenheid samengevoegd. De gouden toman (IRT) was lange tijd, tot de 20e eeuw, de belangrijkste munteenheid van Iran. Vanaf 1825 werd de zilveren Kran (IRK) ook gebruikt, waarbij 1 toman gelijk was aan 10 kran.
De kran werd in 1935 vervangen door de rial (IRR) in een verhouding van 1:1.